# Kaito Yasui
Kaito Yasui (japanisch 安居 海渡 Yasui Kaito; * 9. Februar 2000 in der Präfektur Saitama) ist ein japanischer Fußballspieler.

## Karriere
Kaito Yasui erlernte das Fußballspielen in der Jugendmannschaft des Bunan FC und in der Universitätsmannschaft der Ryūtsū-Keizai-Universität. 2018 spielte er sechsmal für den Ryutsu Keizai University FC in der Regionalliga und zwölfmal mit Ryutsu Keizai Dragons Ryugasaki in der vierten Liga, der Japan Football League. Am 1. Februar 2022 unterschrieb er bei den Urawa Red Diamonds seinen ersten Profivertrag. Der Verein aus Urawa, einem Stadtbezirk von Saitama, spielte in der ersten japanischen Liga, der J1 League. Sein Erstligadebüt gab Kaito Yasui am 19. Februar 2022 (1. Spieltag) im Auswärtsspiel gegen Kyōto Sanga. Hier stand er in der Startelf und wurde in der 61. Minute gegen Yoshio Koizumi ausgewechselt. Kyōto Sanga gewann das Spiel durch ein Tor von Peter Utaka mit 1:0. Am 4. November 2023 stand er mit den Urawa Reds im Finale des Ligapokals. Hier verlor man gegen den Erstligisten Avispa Fukuoka mit 2:1.

## Erfolge
Urawa Red Diamonds
- Japanischer Ligapokalfinalist: 2023